# 808s & Heartbreak
《808s & Heartbreak》은 미국의 래퍼 겸 프로듀서 카니예 웨스트의 네 번째 스튜디오 음반이다. 2008년 11월 24일 데프 잼 레코딩스와 로커펠라 레코드에 의해 발매되었으며, 그해 9월과 10월 초에 캘리포니아주 버뱅크의 글렌우드 스튜디오와 하와이 호놀룰루의 에이벡스 레코딩 스튜디오에서 녹음되었다. 웨스트는 노 I.D., 플레인 팻, 제프 바스커, 미스터 허드슨의 도움을 받았고, 키드 커디, 영 지지, 릴 웨인을 포함한 일부 트랙에 게스트 보컬리스트를 활용했다.
웨스트를 위한 여러 가지 고통스러운 개인적 사건들의 결과로 구상된 《808s & Heartbreak》은 그의 이전의 랩 음반에서 주요한 음악적 변화를 나타내었고, 대신 희박하고 전자적인 사운드와 오토튠 프로세서를 통해 노래된 보컬을 특징으로 했다. 이 음반은 또한 롤랜드 TR-808 드럼 머신의 두드러진 사용과 함께 미니멀리즘 소닉 팔레트를 선호하는 전통적인 힙합 사운드를 포기했다. 웨스트의 가사는 약혼자와의 결별, 팝 스타와의 투쟁, 어머니의 죽음에서 영감을 받아 상실, 소외된 명성, 마음의 상처를 탐구한다.
《808s & Heartbreak》은 빌보드 200에서 첫 주에 45만 장이 조금 넘는 판매량을 기록하며 1위로 데뷔했다. 청취자들의 다양한 반응에도 불구하고, 이 음반은 대부분의 음악 비평가들로부터 긍정적인 평가를 받았고, 그들은 일반적으로 웨스트의 실험을 칭찬했고, 몇몇 연말 목록에서 2008년 최고의 음반들 중 하나로 선정되었다. 웨스트의 경력에서 가장 높은 빌보드 핫 100 데뷔가 된 히트 싱글 〈Love Lockdown〉과 〈Heartless〉를 포함하여 4개의 싱글이 프로모션에서 발매되었다. 비록 싱글 〈Amazing〉이 듀오 또는 그룹의 최우수 랩 퍼포먼스 부문에 후보로 올랐지만, 긍정적인 평가에도 불구하고, 이 음반은 제52회 그래미 어워드의 경쟁자로 대부분 간과되었다.
웨스트의 가장 영향력 있는 음반들 중 《808s & Heartbreak》은 힙합, 팝, R&B 음악에 즉각적인 영향을 미쳤고, 래퍼, 가수, 프로듀서들의 새로운 물결이 그것의 스타일적이고 주제적인 요소들을 채택했다. 특히, 이모 랩과 실험적인 R&B 하위 장르를 개척한 것으로 인정받고 있다. 이후 《롤링 스톤》은 《808s & Heartbreak》을 "역대 가장 획기적인 40장의 음반" 목록에 포함시켰고, 역사상 가장 위대한 음반 500장의 수정된 목록에서 244위에 올랐다. 2013년까지 이 음반은 미국에서 170만 장이 팔렸고, 2020년 미국 음반 산업 협회에 의해 미국에서 트리플 플래티넘 인증을 받았다.

## 배경
《808s》는 동시에 많은 손실을 입었고, 이는 마치 팔과 다리를 잃고 계속 걸어갈 방법을 찾아야 하는 것과 같습니다.

카니예 웨스트는 2007년 세 번째 스튜디오 음반 《Graduation》이 발매된 후, 그의 사생활에서 깊은 영향을 받은 사건들을 경험했다. 11월 10일, 그의 어머니 돈다 웨스트는 복부 턱걸이와 유방 축소 수술로 인한 합병증으로 사망했다. 몇 달 후, 웨스트와 그의 약혼자 알렉시스 파이퍼는 2002년에 시작된 약혼과 장기간의 관계를 끝냈다. 동시에, 웨스트는 그가 한때 원했던 새로운 팝 스타덤에 적응하기 위해 고군분투하고 있었고, 종종 언론의 정밀 조사 대상이 되었다. 그의 상실감, 외로움, 그리고 동료애와 정상성에 대한 갈망은 《808s & Heartbreak》에 영감을 주었다. 웨스트는 후에 "이 음반은 치료 효과가 있었고 정상은 쓸쓸했다"고 말했다.
웨스트는 자신의 감정이 단순히 랩만으로는 충분히 표현될 수 없다고 느꼈는데, 이 랩에는 한계가 있다고 했다. 그는 "내 안에 있는 멜로디"가 있었다고 설명했다. 팝 음반을 만들고 싶었던 웨스트는 팝 음악의 개념에 대한 현대의 반발을 일축하고 일부 팝 스타들이 그들의 경력에서 이룬 것에 대해 감탄했다. 그는 나중에 "팝 아트"라는 새로운 장르로 음악을 선보이고 싶다고 밝히며, 동명의 비주얼 아트 운동에 대해 잘 알고 있으며 이에 상응하는 음악적 음악을 선보이고 싶다고 밝혔다. "그것을 '팝' 혹은 '팝 아트'라고 부르든지, 아니면 내가 좋아하는 것"이라고 그는 나중에 말했다.

## 상업적 성과
| 전문가 평가                | 전문가 평가 |
| 총 점수                    | 총 점수     |
| 출처                       | 점수        |
| -------------------------- | ----------- |
| AnyDecentMusic?            | 7.3/10      |
| 메타크리틱                 | 75/100      |
| 평가 점수                  |             |
| 출처                       | 점수        |
| AllMusic                   | [ 12 ]      |
| The A.V. Club              | B           |
| Entertainment Weekly       | A−          |
| The Guardian               | [ 15 ]      |
| The Independent            | [ 16 ]      |
| MSN Music (Consumer Guide) | A−          |
| Pitchfork                  | 7.6/10      |
| Rolling Stone              | [ 19 ]      |
| The Sunday Times           | [ 20 ]      |
| USA Today                  | [ 21 ]      |

《808s & Heartbreak》은 대체적으로 긍정적인 평가를 받았다. 전문 출판물의 리뷰에 100점 만점에 정규화 등급을 매기는 메타크리틱에서 이 음반은 36개의 리뷰를 기준으로 평균 75점을 받았다. AnyDecentMusic?은 비판적 합의에 대한 평가를 바탕으로 《808s & Heartbreak》을 10점 만점에 7.3점으로 평가했다.

## 곡 목록
| #            | 제목                                                               | 작사·작곡                                                                                      | 프로듀서               | 재생 시간 |
| ------------ | ------------------------------------------------------------------ | ---------------------------------------------------------------------------------------------- | ---------------------- | --------- |
| 1.           | 〈Say You Will〉                                                   | Kanye West Jeff Bhasker Jay Jenkins Malik Jones Benjamin McIldowie Dexter Mills                | West                   | 6:17      |
| 2.           | 〈Welcome to Heartbreak〉 (featuring Kid Cudi)                     | West Bhasker Patrick Reynolds Scott Mescudi                                                    | West Bhasker Plain Pat | 4:23      |
| 3.           | 〈Heartless〉                                                      | West Ernest Wilson Mescudi Jones                                                               | West No I.D.           | 3:31      |
| 4.           | 〈Amazing〉 (featuring Young Jeezy)                                | West Jones Mills Bhasker Jenkins                                                               | West Bhasker           | 3:58      |
| 5.           | 〈Love Lockdown〉                                                  | West Bhasker Jenny-Bea Englishman Jones LaNeah Menzies                                         | West Bhasker           | 4:30      |
| 6.           | 〈Paranoid〉 (featuring Mr Hudson)                                 | West Reynolds Mescudi Mills Bhasker                                                            | West Bhasker Plain Pat | 4:37      |
| 7.           | 〈RoboCop〉                                                        | West Englishman Jones Mills Mescudi Anthony Williams Bhasker Faheem Najm Jenkins Patrick Doyle | West                   | 4:34      |
| 8.           | 〈Street Lights〉                                                  | West Englishman Williams McIldowie                                                             | West Mr Hudson         | 3:09      |
| 9.           | 〈Bad News〉                                                       | West George Bass                                                                               | West                   | 3:58      |
| 10.          | 〈See You in My Nightmares〉 (featuring Lil Wayne)                 | West Wilson Bhasker Dwayne Carter                                                              | West No I.D.           | 4:18      |
| 11.          | 〈Coldest Winter〉                                                 | West Wilson Roland Orzabal                                                                     | West No I.D. Bhasker   | 2:45      |
| 12.          | 〈Pinocchio Story (Freestyle Live from Singapore)〉 (hidden track) | West                                                                                           | West                   | 6:01      |
| 총 재생 시간 | 총 재생 시간                                                       | 총 재생 시간                                                                                   | 총 재생 시간           | 52:01     |

## 인증
| 국가                                                            | 인증        | 판매량/출하량 |
| --------------------------------------------------------------- | ----------- | ------------- |
| 오스트레일리아 (ARIA)                                           | 골드        | 35,000^       |
| 캐나다 (뮤직 캐나다)                                            | 플래티넘    | 80,000^       |
| 덴마크 (IFPI Danmark)                                           | 플래티넘    | 20,000        |
| 아일랜드 (IRMA)                                                 | 플래티넘    | 15,000^       |
| 영국 (BPI)                                                      | 플래티넘    | 300,000       |
| 미국 (RIAA)                                                     | 3× 플래티넘 | 3,700,000     |
| ^출하량을 기반으로 한 인증 · 판매량+스트리밍을 기반으로 한 인증 |             |               |